# نیل گرساچ
نیل گُرساچ (انگلیسی: Neil Gorsuch; ‎/ˈɡɔːrsʌtʃ/‎; زادهٔ ۲۹ اوت ۱۹۶۷) قاضی دستیار دیوان عالی ایالات متحده آمریکا است. او پیشتر قاضی فدرال ایالات متحده دادگاه استیناف حوزه دهم ایالات متحده آمریکا است.
گرساچ از حامیان اصل‌گرایی است، به این معنا که قانون اساسی باید به نحوی تفسیر شود که پدران مؤسس آن را تفسیر می‌کرده‌اند، او همچنین از حامیان متن‌گرایی است، به این معنا که قوانین موضوعه را باید تحت‌الفظی و بدون در نظر گرفتن تاریخ قانونگذاری و پیش زمینهٔ آن تفسیر کرد.
گرساچ از معتقدان به تعریف وسیع آزادی ادیان و طرف کارفرمایان مسیحی و سازمان‌های مذهبی را در پروندهٔ هابی لابی گرفت.
گرساچ از سوی رئیس جمهور دونالد ترامپ برای پرکردن جای خالی در دیوان عالی آمریکا در پی وفات انتونین اسکالیا معرفی شده‌است.

## اوایل زندگی و تحصیلات
گرساچ پسر دیوید گرساچ و ان گرساچ بدفورد است، که نخستین رئیس زن آژانس حفاظت محیط زیست ایالات متحده آمریکا، بود و از سوی رئیس جمهور رونالد ریگان به این سمت منصوب شده بود. به عنوان یک کالرادویی نسل چهارمی، او در دنور، کلرادو، کلرادو متولد شد، ولی در نوجوانی هنگامی که مادرش به ریاست سازمان حفاظت محیط زیست منصوب شد به واشینگتن، دی.سی. نقل مکان کرد.
در سال ۱۹۸۵ از مدرسه آماده‌سازی جرج تاون فارغ‌التحصیل شد. او مدرک کارشناسی هنر خود را سه سال بعد در ۱۹۸۸ از دانشگاه کلمبیا دریافت کرد.
گرساچ در سال ۱۹۹۱ با افتخار کوم لود با مدرک جی دی از مدرسه حقوق هاروارد فارغ‌التحصیل شد. حین شرکت در هاروارد او محافظه کاری متعهد توصیف شده که در دانشگاهی «مملو از لیبرال‌های سرسخت» از جنگ خلیج فارس و محدودیت بر دوره‌های نمایندگان کنگره حمایت می‌کرد. او زمان آزاد خود را به وزنه‌برداری و بیلیارد اختصاص می‌داد. رئیس جمهور آینده باراک اوباما از همکلاسی‌های گرساچ در حقوق هاروارد بود.
او در سال ۲۰۰۴ پی‌اچ‌دی را در حقوق (فلسفه حقوق) از یونیورسیتی کالج، آکسفورد به خاطر پژوهش بر خودکشی کمکی و اتانازی دریافت کرد. او در آکسفورد با بورسیه مارشال تحصیل کرد.